# Knud Oldenow
Knud Oldenow, född 18 november 1892, död 24 augusti 1975, var en dansk jurist.
Oldenow blev 1924 landsfogde på Sydgrönland och blev 1932 kontorschef i Grönlands styrelse. Han var en framstående administratör och kännare av grönländska förhållanden och skrev förutom en mängd mindre avhandlingar i ämnet Træk af Kolonien godthaabs Historie 1728-1928 (1928), Den grønlandske Samfundslære (1931) samt Fugleliv i Grønland (1933).